# Vailimia
Vailimia là một chi nhện trong họ Salticidae.

## Các loài
Các loài:
- Vailimia longitibia Guo, Zhang & Zhu, 2011
- Vailimia masinei (Peckham & Peckham, 1907)